# Сан-Марко (Флоренция)
Сан-Ма́рко (итал. San Marco) — общее название комплекса, состоящего из церкви Святого Марка (итал. Basilica di San Marco) и женского монастыря, в настоящее время превращённого в музей (итал. Museo Nazionale di San Marco). Расположен на площади Святого Марка во Флоренции.

## История
Монастырь Сан-Марко основан, по-видимому, в XIII веке. Известно, что с 1299 года здесь был монастырь сильвестринцев.

### Сан-Марко и Козимо Медичи
В 1437 году флорентийский гонфалоньер, банкир Козимо Медичи (Старый) передал церковь и монастырь монахам-доминиканцам и поручил архитектору Микелоццо ди Бартоломео его реконструкцию. Причины его поступка точно не известны, но есть подтверждения как тому, что он руководствовался христианским благочестием, так и тому, что этим он укреплял свой авторитет (гербы и другая символика Медичи на церквях, построенных по его заказу). Перестройка была в основном закончена в 1442 году, хотя отдельные работы продолжались и позднее.
Была полностью реконструирована часть ансамбля, предназначенная для жизни монахов. Она включала зал капитула и трапезную, которые располагались на первом этаже; на втором этаже были построены кельи и библиотека. Микелоццо также разбил на территории монастыря сад и построил дренажную и водную системы. В саду росли апельсиновые деревья, что, по словам Азовцева, указывает на связь с гербом Медичи (на нём было пять червлёных шаров, похожих на апельсины). Здание церкви было изменено незначительно: был построен хор и трибуна перед главным алтарём. Был также создан ораторий, где собирались члены шёлковой гильдии, и капелла, имевшая отдельный вход для процессии волхвов. Во время перестройки церкви Козимо столкнулся с сопротивлением большинства крупных семей, которым принадлежали капеллы внутри церкви — они не хотели отдавать их под покровительство Медичи. В частности, из-за этого в 1442 году работа была приостановлена.
Н. А. Азовцев отмечает многочисленную символику Медичи в богатых декорациях монастыря. Часто встречающиеся изображения святого Космы, Дамиана, Иоанна Евангелиста и Св. Лаврентия он напрямую связывает со святыми покровителями братьев Медичи и их отца. Им отводилось большое место в композициях, например, на алтаре. «Те святые, которые традиционно ассоциируются с доминиканским орденом, — к примеру, Фома Аквинский — уступают здесь место покровителям семьи Медичи, а наиболее важные из них — Косма и Дамиан — композиционно выделяются из остального ряда, образуя треугольник, в вершине которого помещена фигура Богоматери». Однако в другом месте он отмечает, что сам монастырь был посвящён святым Марку, Косме и Дамиану, поэтому выделение этих святых в алтарной композиции можно объяснить и этим.

### Библиотека Сан-Марко
Помещение под библиотеку было построено архитектором Микелоццо на средства Козимо Медичи и его брата Лоренцо в 1441—1444 годах в рамках общей реконструкции монастыря. Библиотека была одним из шедевров ренессансной архитектуры, «где ощущение сосредоточенного знания, получаемого через общение с книгой, создавалось благодаря спокойному и стройному ритму колонн и арок». Она послужила основой для архитектуры других ренессансных библиотек.
В 1453 году из-за сильного землетрясения библиотека сильно пострадала, но в 1457 году была восстановлена, опять на средства Козимо Медичи.
Идея создания публичной библиотеки принадлежит гуманисту Колюччо Салютати. Он выдвинул и обосновал её в своих сочинениях в конце XIV — начале XV века. «Анализируя состояние многих античных манускриптов и более поздние копии с многочисленными ошибками переписчиков, Салютати пришёл к выводу о необходимости существования библиотеки как культурного центра, способного стать лабораторией по выверке текстов и выработке мер по их сохранности. С другой стороны, такой центр представлялся Салютати открытым для всех, кто стремился к знанию, в том числе, к освоению античного наследия». Известно, что Салютати и свою собственную библиотеку сделал фактически общедоступной; позже ядро его собрания вошло в библиотеку Сан-Марко.
Просветительские идеи Салютати были восприняты и активно поддержаны его учеником, Никколо Никколи. О нём известно следующее: «Ученость этого Никколи была настолько велика, а вкус настолько взыскателен, что он не мог дописать до конца ни одной фразы, ибо даже сам был не в силах удовлетворить своим строгим критериям. Никколи ограничивался собиранием редких книг и услаждением слуха друзей мудрой беседой». Ему удалось собрать одну из самых богатых по тем временам библиотек (около 800 книг, лучшая в Италии коллекция произведений античных авторов). Она также была доступна всем желающим и пользовалась широкой известностью. В своих завещаниях (1430 и 1437 годов) заботу о своих книгах Никколи поручил некоторым гуманистам и знатным людям Флоренции, среди которых был и Козимо Медичи. В завещаниях указывалось, что библиотека должна стать общедоступной. Главным исполнителем воли покойного Никколи стал Медичи, который принял на себя его долги. К тому времени строительство библиотеки уже было начато. Но по завершении строительства библиотеке досталась лишь половина книг Никколи — часть оказалась на руках у его друзей, а часть исчезла во время хранения книг у Медичи. Возможно, Козимо продал их, чтобы оплатить долги Никколи или же просто оставил их у себя. Но тем не менее Козимо Медичи сделал библиотеку монастыря Сан-Марко общедоступной, выделял средства на её пополнение и сам покупал для неё книги.
После смерти Козимо Медичи в 1464 году его сын Пьетро и внук Лоренцо сократили благотворительные расходы на библиотеку. Она пополнялась усилиями отдельных дарителей, а в годы, когда настоятелем был Савонарола, — в основном его почитателями.
Известно об устройстве библиотеки в то время. «Манускрипты были размещены в витринах, и никто, даже монахи, не могли ими пользоваться без разрешения экзекуторов, которые избирались из числа 16 доверенных лиц, упомянутых в завещании Никколи от 1437 года. Ежегодно в присутствии экзекуторов и монахов проводилась инвентаризация книг, и если какой-нибудь не хватало, монахи обязаны были сделать новую рукопись утраченного сочинения».
Большую роль в жизни библиотеки играл Джованни Пико делла Мирандола. Он был частым посетителем библиотеки и имел дружеские отношения с Савонаролой. Вокруг них сформировался кружок гуманистов, получивший название «Академия Марчана» (итал. Academia Marciana — от «San Marco»). Эта академия была альтернативой другому флорентийскому объединению гуманистов — Платоновской академии, где тон задавал Марсилио Фичино. Библиотека также привлекала учёных, занимающихся естественными науками, художников и других образованных людей. Предположительно, ею пользовались Леонардо да Винчи, Лука Пачоли и Микеланджело.
После изгнания из Флоренции Пьеро Медичи в 1494 году имущество Медичи было конфисковано в пользу республики. Для оплаты долгов Медичи пришлось продать их библиотеку, и её приобрёл монастырь Сан-Марко. Для того, чтобы купить её, Савонарола распорядился продать часть монастырских земель. Но после сожжения Савонаролы власти решили переместить библиотеку Медичи в другое место. В результате длительных переговоров в библиотеку Сан-Марко было возвращено 2/3 книг Медичи. В 1508 году кардинал Джованни Медичи выкупил у монастыря семейную библиотеку. Затем в правление герцога Тосканского Козимо I Медичи «многие книги, исчезавшие из публичной библиотеки Сан-Марко (она сохранила этот статус), оказывались в частном собрании Медичи». А в конце XVI века монахи сами начали избавляться от «старых и ненужных» книг и дубликатов.
Все книги библиотеки Сан-Марко на протяжении её истории исправно заносились в каталоги. Наибольшее количество книг содержалось в каталоге 1500 года — это период наибольшей популярности библиотеки, когда она стала крупнейшей не только в Италии, но и в Европе. В 1500 году её собрание насчитывало 1232 рукописные и первопечатные книги. Церковная литература была представлена примерно 700 книгами. Это десятки экземпляров Библии, Евангелия, произведения греческих и латинских отцов церкви (особенно много произведений Аврелия Августина — 64 экземпляра), письма и проповеди понтификов, жизнеописания святых, уставы монашеских орденов и т. п. Широко представлены сочинения средневековых авторов, много схоластической литературы. Больше всего, разумеется, творений Фомы Аквинского — 66 трудов. Ещё больше было античных сочинений. Философских произведений (Аристотель, Платон, Плотин, Ямвлих, Сенека, Цицерон) было значительно меньше, чем литературных. Здесь были представлены сочинения всех крупнейших латинских и греческих писателей, поэтов, драматургов (по крайней мере, всех известных в то время). Почти все произведения гуманистов были на латыни, единственное сочинение на вольгаре — «Божественная комедия» Данте. Но корпус сочинений даже наиболее известных гуманистов далеко не полон: например, только два сочинения Петрарки, только «Генеалогией языческих богов» представлен Бокаччо.

### Школа Сан-Марко и Музей
Настоятелем Сан-Марко в 1491—1498 годах был известный доминиканский священник Джироламо Савонарола. Сохранилась и доступна для посещения келья, в которой он жил, а также его портрет, выполненный его приверженцем Фра Бартоломео.
При Лоренцо Медичи Великолепном в «Садах Сан-Марко» при монастыре (теперь на этом месте находится площадь Сан-Марко) в 1480-х годах  была создана первая в Италии художественная школа, которую по свидетельству Джорджо Вазари, «так заставил этот великолепный гражданин древностями и хорошей скульптурой, что и лоджия, и аллеи, и все помещения были украшены отменными древними мраморными статуями и живописью и другими тому подобными вещами, созданными лучшими мастерами, когда-либо существовавшими в Италии и вне ее. Все эти вещи служили не только великолепным украшением сада, но как бы и школой и академией для молодых живописцев и скульпторов и всех других, занимавшихся рисунком». Школой рисунка Лоренцо Великолепного руководил скульптор Бертольдо ди Джованни. Именно в ней проявил талант тринадцатилетний Микеланджело Буонарроти. Школу в садах Сан-Марко называли первой художественной академией, её посещали будущие выдающиеся художники эпохи Итальянского Возрождения, помимо Микеланджело: Леонардо да Винчи, Якопо Сансовино, Баччо да Монтелупо, Джованни Франческо Рустичи, Франческо Граначчи, Пьетро Торриджано.
Ныне монастырь Сан-Марко содержит большое количество произведений искусства, в основном, фресок, итальянских художников эпохи Раннего Возрождения, в том числе, Фра Беато Анджелико, Беноццо Гоццоли, Доменико Гирландайо, Фра Бартоломео, Алессио Бальдовинетти, Плаутиллы Нелли и многих других. Особенно стоит отметить работы Фра Беато Анджелико: «Благовещение», «Распятие», «Страшный суд» и алтарный образ «Мадонна со святыми».
Внутри монастыря сохранилось уникальное произведение архитектуры флорентинского Ренессанса — аркада Сан-Антонио, созданная Микелоццо ди Бартоломео. Музей Сан-Марко знаменит также большой коллекцией рукописей, хранящихся в библиотеке, построенной этим же архитектором.

## Галерея

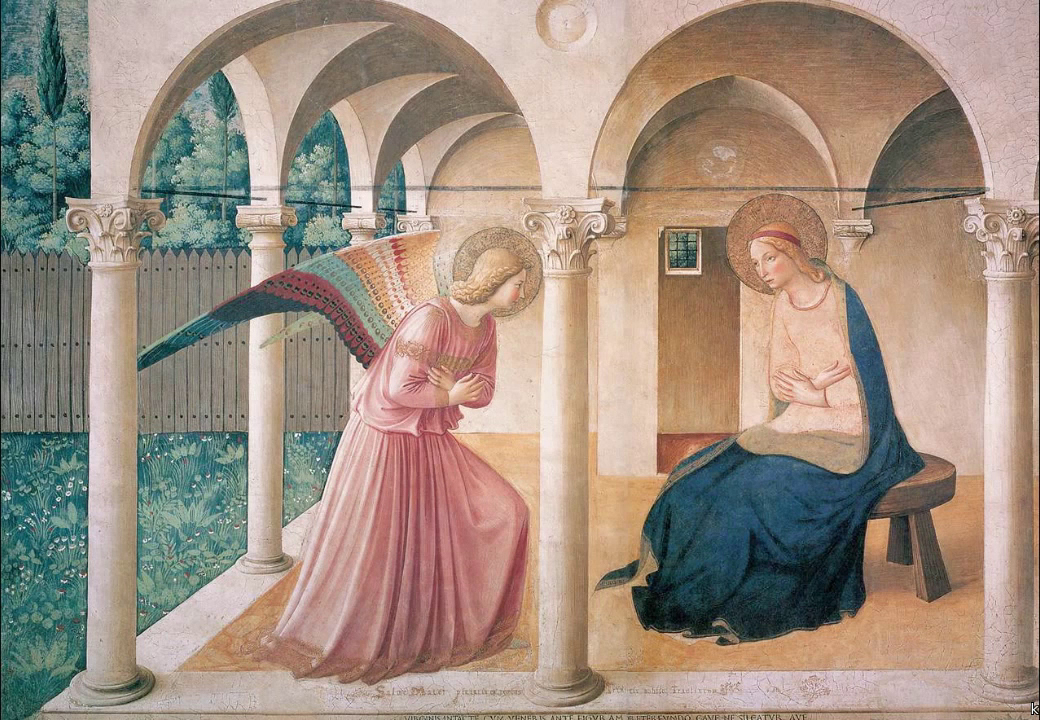
Фра Анджелико. Благовещение. 1450. Фреска. Первый этаж, северный коридор монастыря
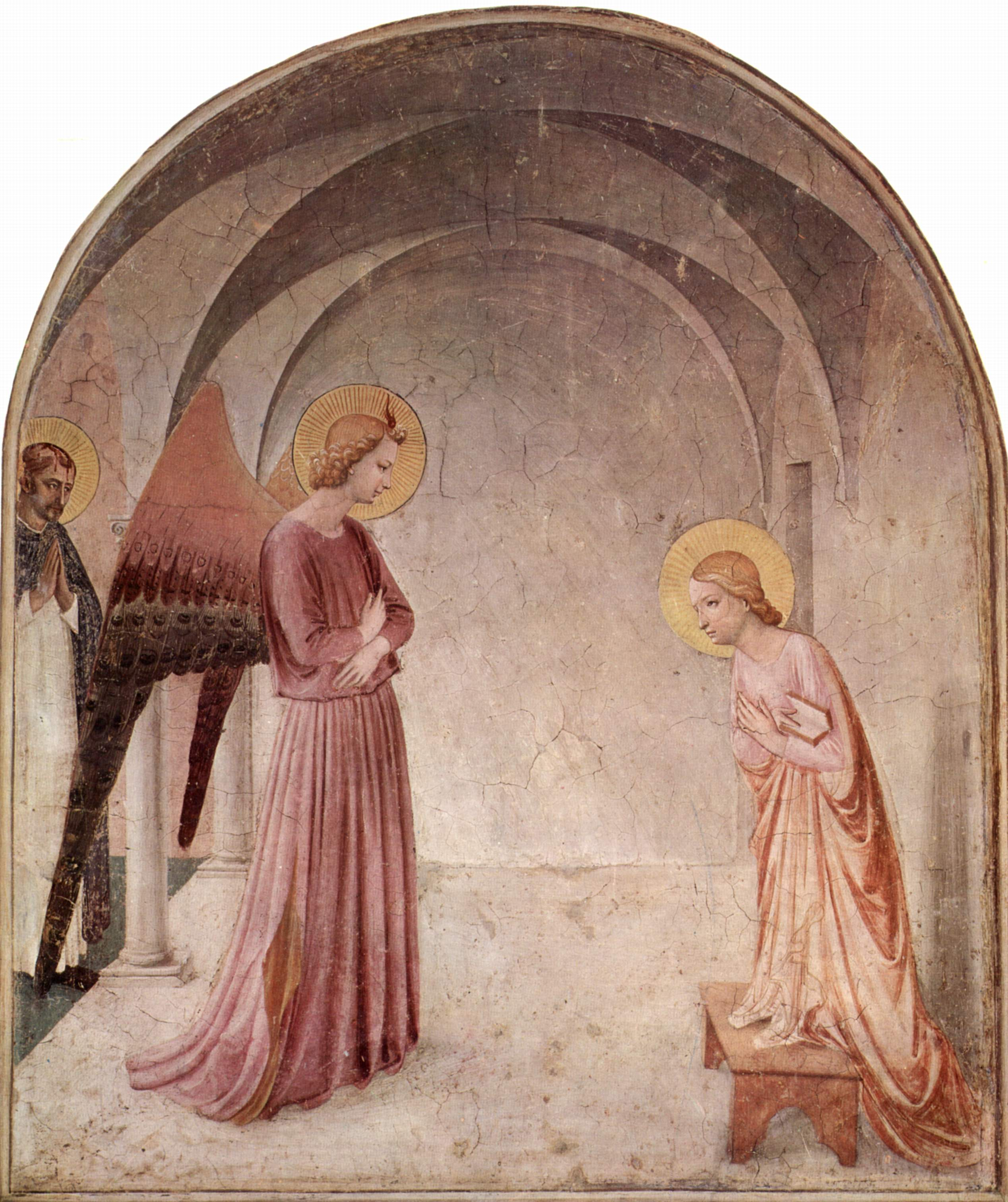
Фра Анджелико. Благовещение. 1450. Фреска третьего этажа
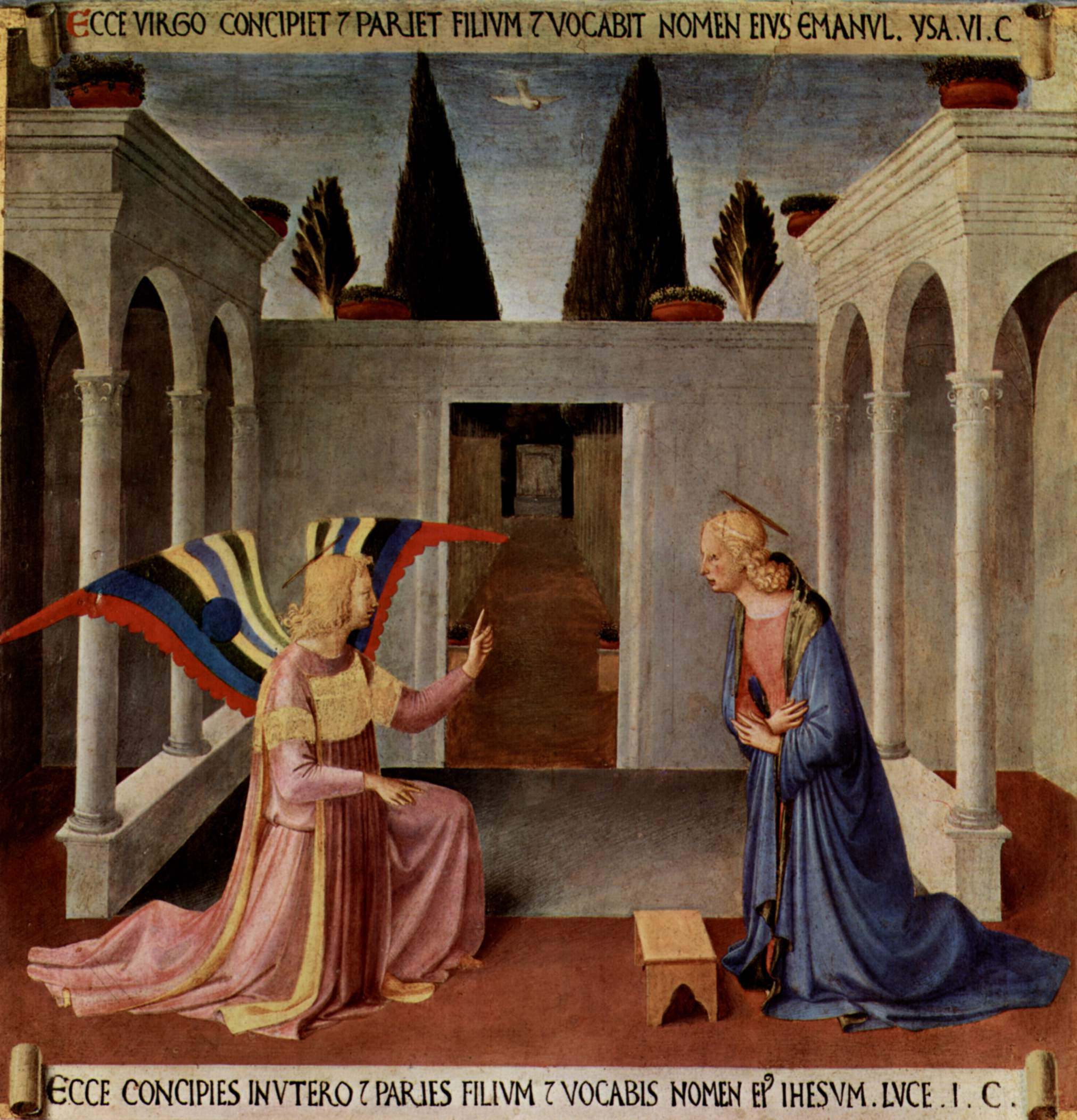
Фра Анджелико. Благовещение. 1451. Дерево, темпера. Сан-Марко, музей
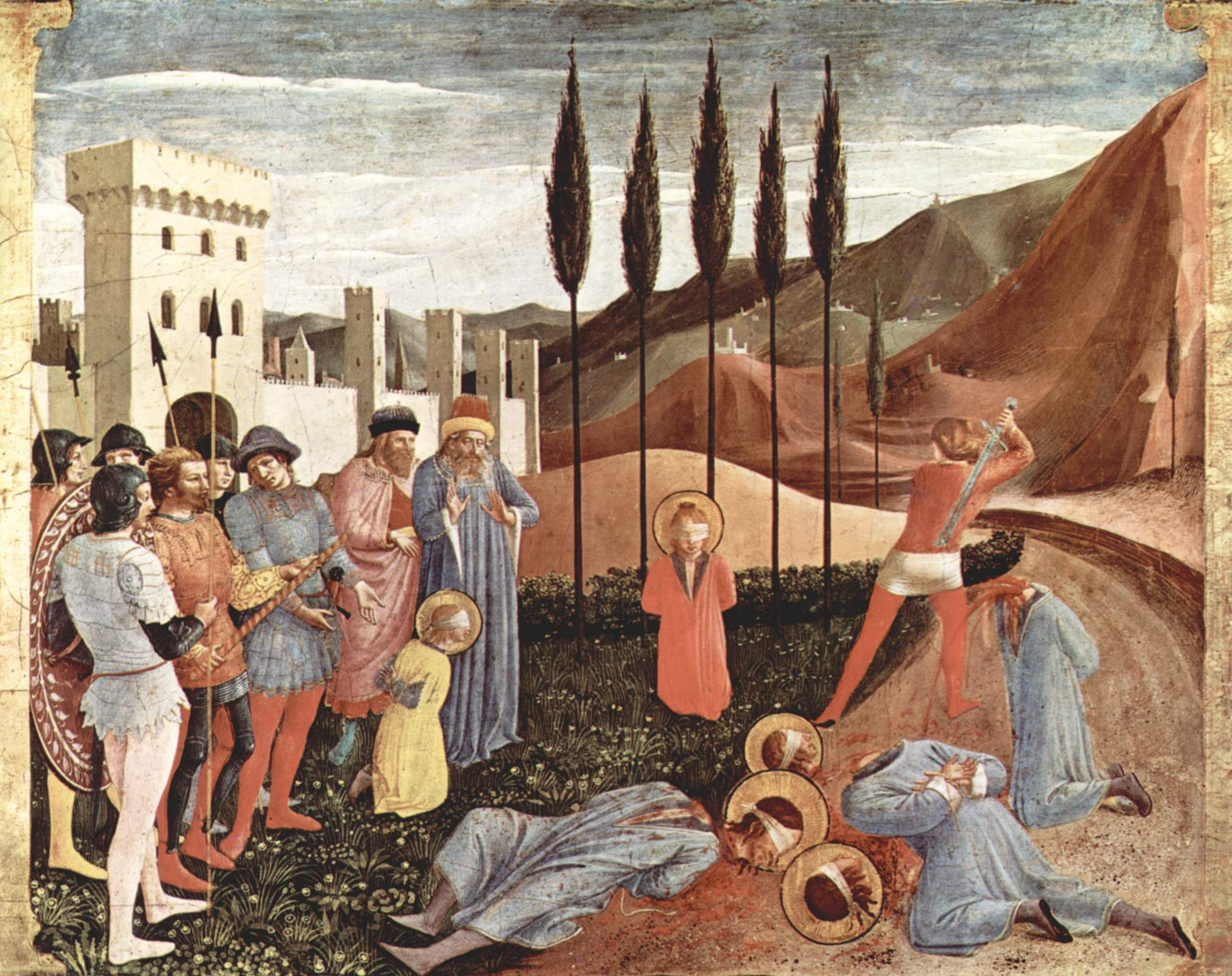
Фра Анджелико. Казнь святых Космы и Дамиана. Пределла алтаря. Между 1438 и 1443. Дерево, темпера. Лувр, Париж
Распятие. Фреска галереи кьостро монастыря
Распятие. Фреска в келье монастыря
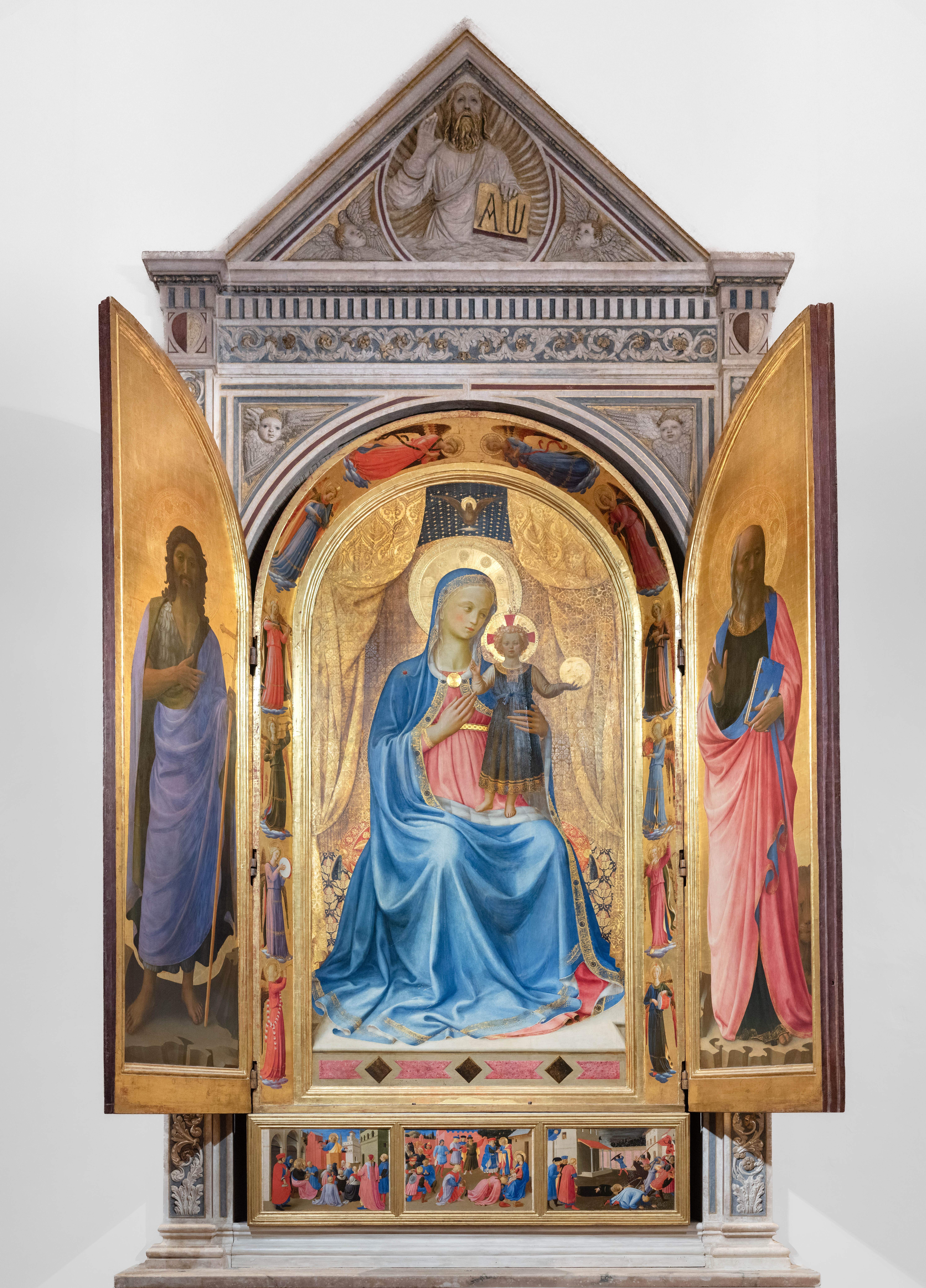
Фра Анджелико, скиния Линайоли
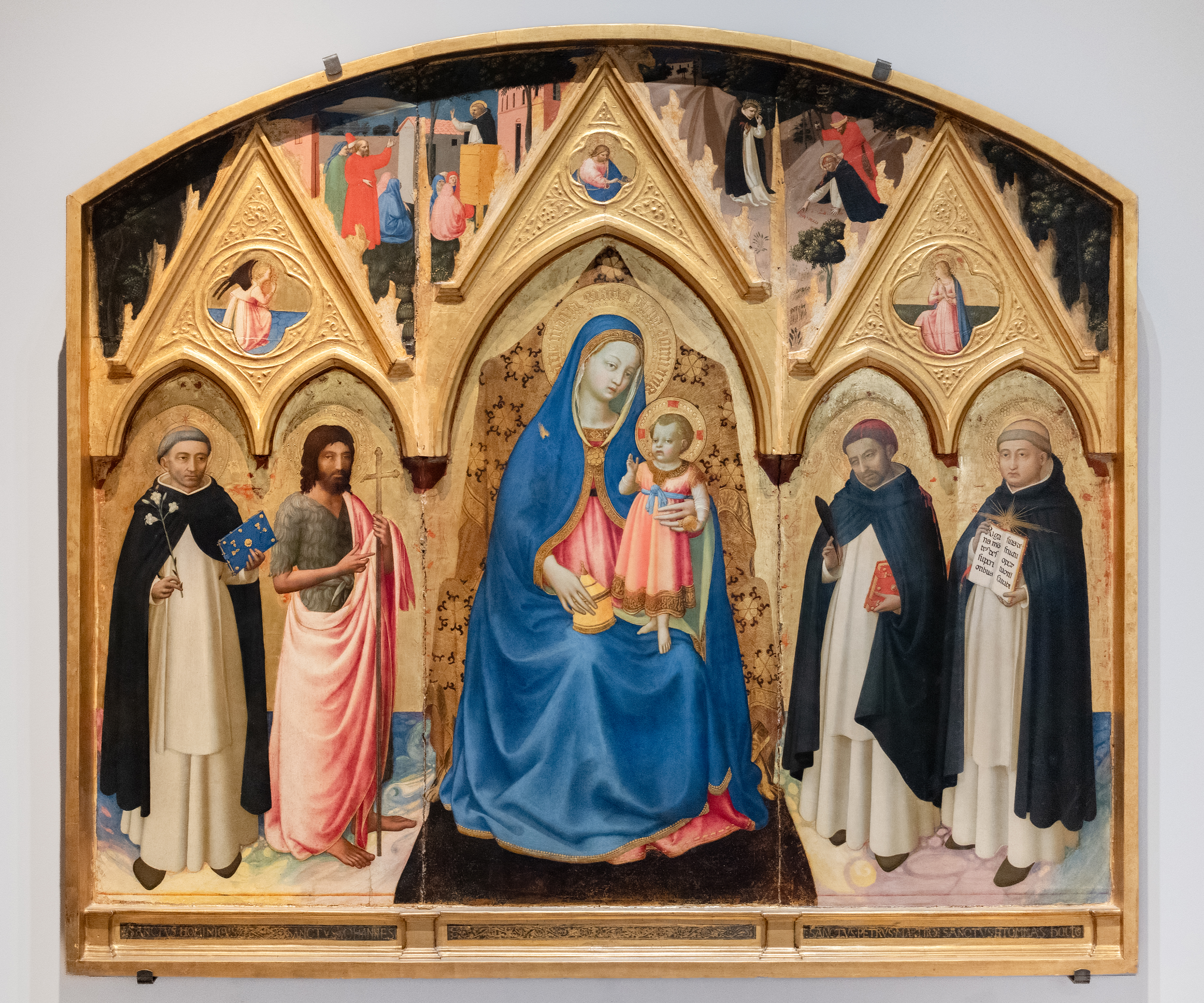
Фра Анджелико, триптих великомученика Петра
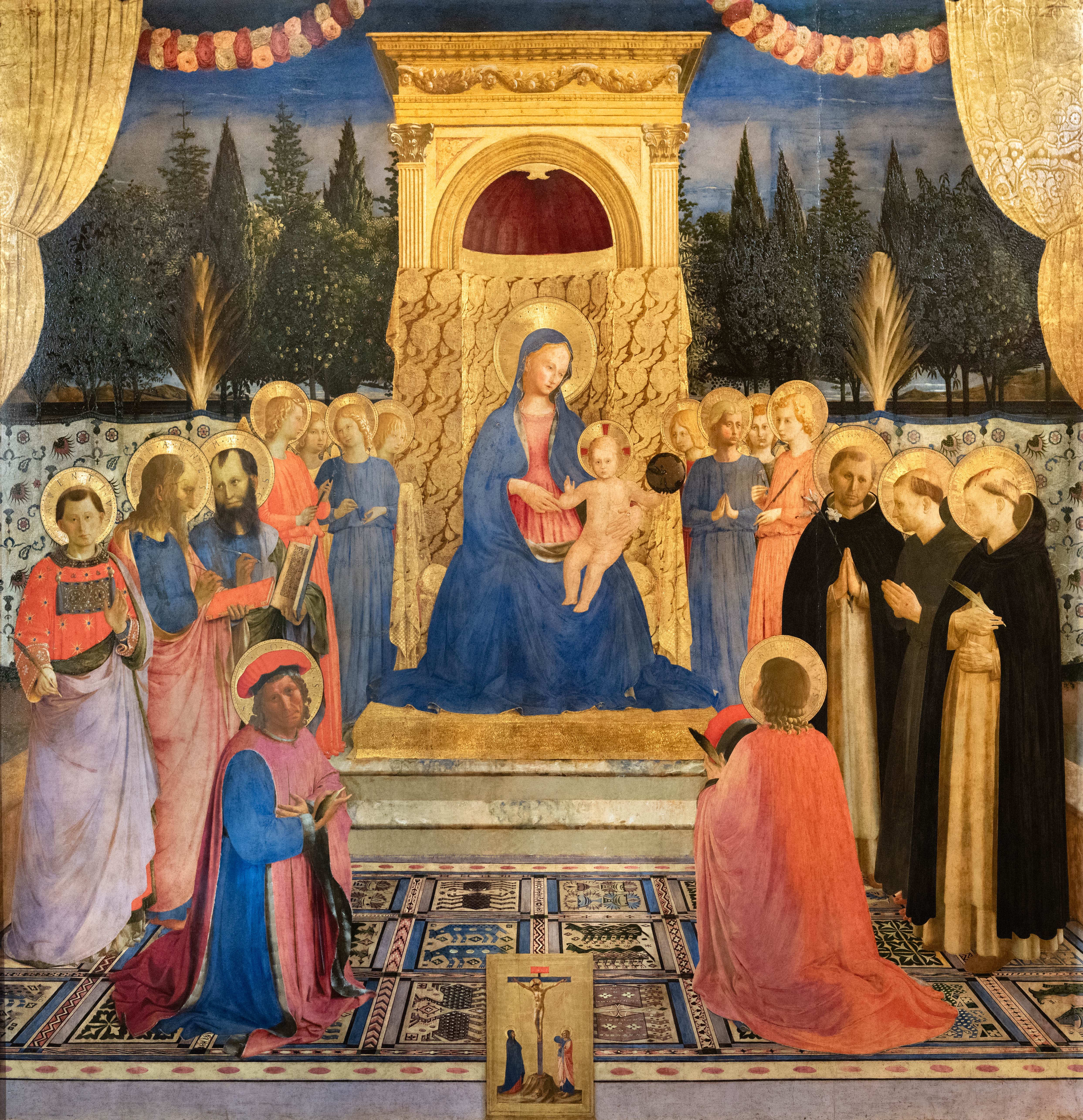
Фра Анджелико, алтарь Сан Марко
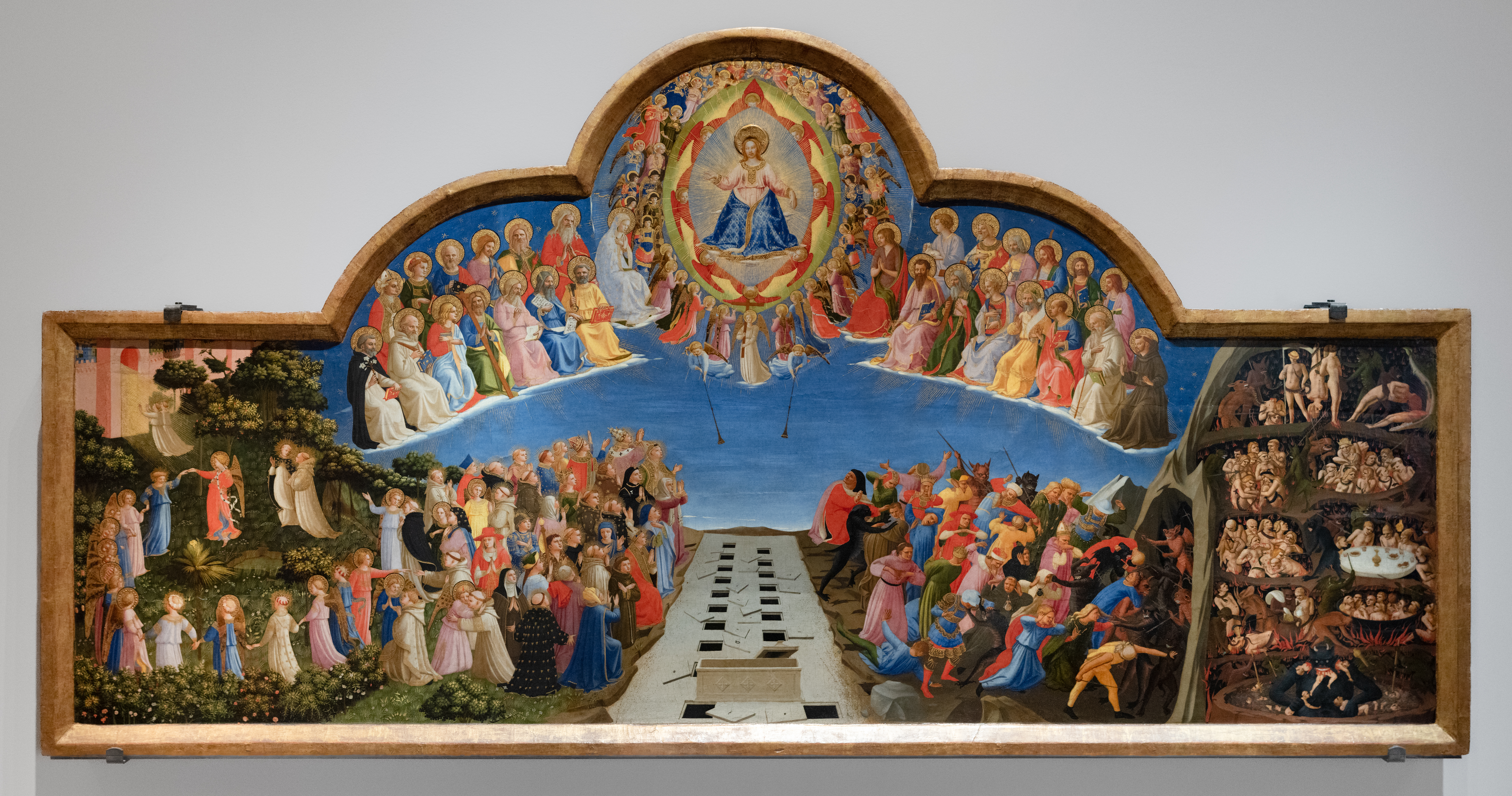
Фра Анджелико, Страшный суд

## Произведения живописи
- Pala di San Marco — запрестольный образ Мадонна со Святыми (Фра Беато Анджелико). Находится в музее Сан-Марко.
- Guarigione di Palladia (Фра Беато Анджелико). Находится в Национальной галерее искусства (Вашингтон).
- San Cosma e san Damiano davanti a Lisia (Фра Беато Анджелико). Находится в Старой пинакотеке (Мюнхен).
- San Cosma e san Damiano salvati dall’annegamento (Фра Беато Анджелико). Находится в Старой пинакотеке (Мюнхен).
- Condanna al rogo dei santi Cosma e Damiano (Фра Беато Анджелико). Находится в Национальной галерее Ирландии (Дублин).
- Pietà (Фра Беато Анджелико). Находится в Старой пинакотеке (Мюнхен).
- Crocifissione dei santi Cosma e Damiano (Фра Беато Анджелико). Находится в Старой пинакотеке (Мюнхен).
- Decapitazione dei santi Cosma e Damiano (Фра Беато Анджелико). Находится в Лувре (Париж).
- Sepoltura dei santi Cosma e Damiano (Фра Беато Анджелико). Находится в музее Сан-Марко.
- Guarigione del diacono Giustiniano (Фра Беато Анджелико). Находится в музее Сан-Марко.
- Pala degli Orefici (Сандро Боттичелли). Находится в галерее Уффици (Флоренция).
- Pala Pitti (Фра Бартоломео). Находится в галерее Палатина (Флоренция).